# 단풍시럽뇨병
단풍시럽뇨병(영어: maple syrup urine disease, MSUD)은 소변에서 단풍나무 시럽 또는 탄 설탕 냄새가 나는 질병을 말한다. 단풍나무시럽병, 단풍당밀뇨증, 단풍당뇨병(丹楓糖尿病)이라고도 한다.

## 개요
치료하지 않으면 정신지체, 신체적 불구, 사망을 유발하는 상염색체 열성 유전질환이다. 가지사슬 아미노산의 대사장애로 인해 나타나며, 유기산혈증의 일종이다. 단풍시럽뇨병은 α-케토산 탈카복실화효소 복합체의 결함으로 인해 나타난다.

## 분류
단풍시럽뇨병은 증상 또는 유전적 원인에 따라 분류될 수 있다. 가장 흔하고 심각한 형태는 '전형적 형태'로, 출생 후에 나타나며 치료가 되지 않는 한 점진적이고 꾸준히 진행이 된다. 다양한 형태의 장애는 유아기나 아동기를 지난 후에만 명백해지며 금식 중에만 나타나는 심각하지 않은 증상을 동반한다.
단풍시럽뇨병의 하위 분류는 다음과 같다:
1. 전형적인 유형 (classic MSUD)
2. 중간 유형 (intermediate MSUD)
3. 간헐형 (intermittent MSUD)
4. 비타민 B1 의존형 (thiamine-responsive MSUD)

## 원인
단풍시럽뇨병은 상염색체 열성으로 유전되며, 세 가지 필수 아미노산인 류신, 아이소류신, 발린의 대사 이상 질환을 일컫는다. 이 아미노산들은 아미노기전이효소에 의해 α-케토-β-메틸발레르산, α-케토아이소발레르산과 α-케토아이소카프로산 등의 알파-케토산이 된다. 이 중에서 알파-케토산의 탈카복실화효소의 이상으로 가지사슬 아미노산과 그의 부산물인 알파-케토산이 축적되어, 신생아나 소아에서 심한 신경이상 증상을 나타내게 된다.

## 증상
단풍시럽뇨병의 증상은 유아기의 케토산증과 신경 착란, 정신지체, 소변에서의 메이플 시럽 냄새이다.
류신, 아이소류신, 발린, 알파-케토산, 알파-하이드록시산의 혈장과 소변의 농도가 증가한다. 단풍시럽뇨병은 전형적인 유형과 다른 변형된 유형들이 있고, 어떤 유형에 속하는 지에 따라 증상이 다르게 나타난다.
신생아에서 첫 번째 증상은 식욕 감퇴, 보챔, 그리고 소변에서의 특이한 냄새이며, 수일 내에 젖을 빠는 반사가 소실되고, 발육 부진, 고음의 울음소리, 경직되며 무기력해진다. 진단과 치료가 되지 않으면 증상이 빨리 진행되어 경련, 혼수, 사망에 이르게 된다. 가끔 변형된 유형에서는 발육장애가 첫 번째 증상이 된다.

### 전형적인 유형
가장 보편적이며 심한 유형으로 효소의 활동 기능이 정상의 2% 이하로 없거나 아주 적다. 출생시는 정상이며, 생후 첫 며칠 사이에 증상이 나타난다. 생후 3~5일 경부터 수유곤란, 구토, 경련, 호흡장애, 발육장애가 있고 치료하지 않으면 생후 수주 내로 사망한다. 가지사슬 아미노산에 대한 내성이 거의 없으므로 단백질을 엄격하게 제한해야 한다.

### 중간 유형
전형적인 유형의 변형된 형으로 효소의 활동기능이 정상의 약 3~8%로 전형적인 유형보다 많다. 보통은 많은 양의 류신에도 적응을 하지만 몸이 아프거나 병이 진행된 상태에서는 전형적인 유형과 같은 증상을 나타낸다. 전형적인 유형과 같이 단백질을 제한한다.

### 간헐형
효소의 활동기능이 정상의 약 8~15%로 많아 경한 타입이다. 보통 12~24개월까지 증상이 나타나지 않으며, 몸이 아프거나 갑자기 다량의 단백질을 섭취했을 경우 증상이 발현된다. 아프거나 병이 진행된 단계에서는 가지사슬 아미노산의 수치가 높고, 특이한 메이플 시럽과 같은 냄새가 나며, 대사성 혼수가 올 수 있다.

### 비타민 B1의존형
임상적으로 경한 타입이며, 비타민 B1(티아민)에 반응하여 많은 양의 비타민 B1를 투여하게 되면 효소의 활성이 올라간다. 중정도의 단백질의 제한이 필요하다.

## 진단

### 선별 검사
단풍시럽뇨병에서는 생 후 24시간 내에 신생아의 발뒤꿈치에서 채혈하고 테스트하여 2~3일 내에 결과를 얻는 것이 이상적이다. 조기진단과 조기치료가 환자의 정상 발달에 가장 중요하기 때문이다. 몇몇의 변형된 타입에서는 선별검사에서 밝혀낼 수 없지만, 검사는 질환이 의심되는 모든 신생아에게서 시행되어야 하며, 결과가 양성이거나 양성이 의심된다면 곧바로 치료에 들어가야 한다.

### 임상증상과 소변에서의 특징적인 단 냄새
임상증상과 소변에서의 특징적인 단 냄새로 진단 할 수 있고, 때로는 전형적인 유형의 신생아에서 이관을 면봉으로 닦아내어 메이플 시럽 냄새를 확인할 수 있다. 간혹, 증상이 없는 건강한 소아나 어른의 소변이나 땀에서 메이플 시럽 냄새가 나는 경우가 있다. 원인이 밝혀지진 않았지만 이들도 단풍시럽뇨병의 경한 유형인지를 확인해야 한다.

### 임상병리검사
혈액과 소변을 통한 유기산 분석으로 확진 할 수 있다. 혈장과 소변의 가지사슬 아미노산의 수치가 증가되어 있다. 소변에 다나이트로페닐하이드라진 시약을 첨가하면 황색의 침전이 생긴다.

## 치료
질환이 확진되거나 의심되는 경우 치료는 가능한 한 빨리 시작해야 한다. 단풍시럽뇨병의 신생아에서의 초기 치료는 가지사슬 아미노산의 수치를 신속히 감소시키는 것이다. 중증에서는 가지사슬 아미노산과 알파-케토산을 제거하기 위해 복막 투석이나 교환 수혈을 실시한다. 가지사슬 아미노산이 제한된 특수 분유를 수유해야 하며, 수유하는 동안 유기산 분석을 통한 가지사슬 아미노산의 수치를 확인하고 조절한다. 이러한 특수 분유는 이들이 성장해서까지 계속 섭취해야 한다. 육류나 콩류, 달걀, 그리고 낙농 제품 등과 같은 고단백 음식을 제한하는 저 가지사슬 아미노산 식이 요법에 대한 교육이 필요하다. 비타민 B1 의존형에서는 다량의 비타민 B1(적어도 10mg/24hr)을 투여한다.

## 같이 보기
- 복합 말론산 메틸말론산 산성뇨증